# Kalasantiner
Die Kalasantiner (lateinisch Congregatio pro operariis a S. Josepho Calasanctio, deutsch Kongregation für die christlichen Arbeiter vom heiligen José Calasanz von der Mutter Gottes, Ordenskürzel COp) sind ein römisch-katholischer Männerorden.

## Kongregation

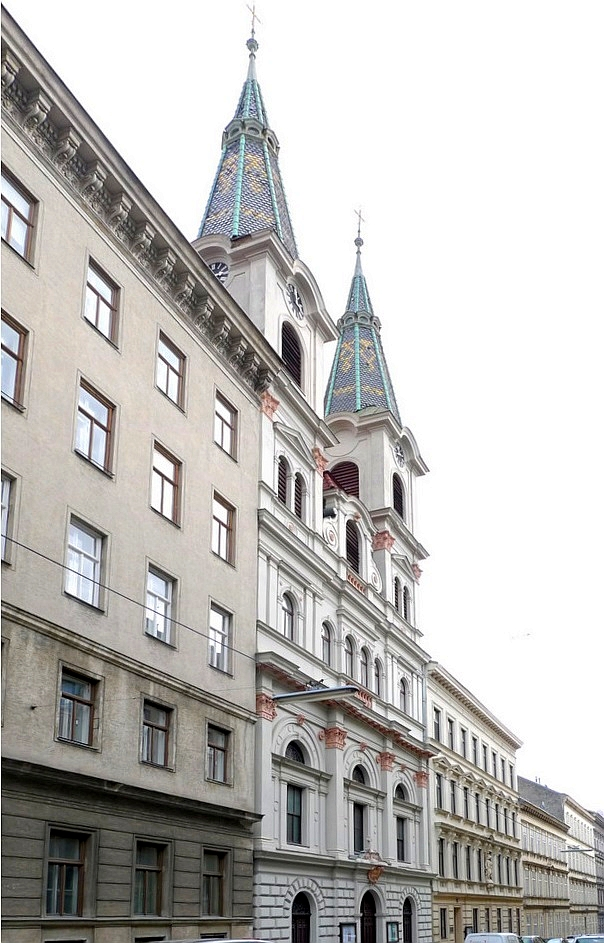
Kirche im Mutterhaus der Kalasantiner in Wien

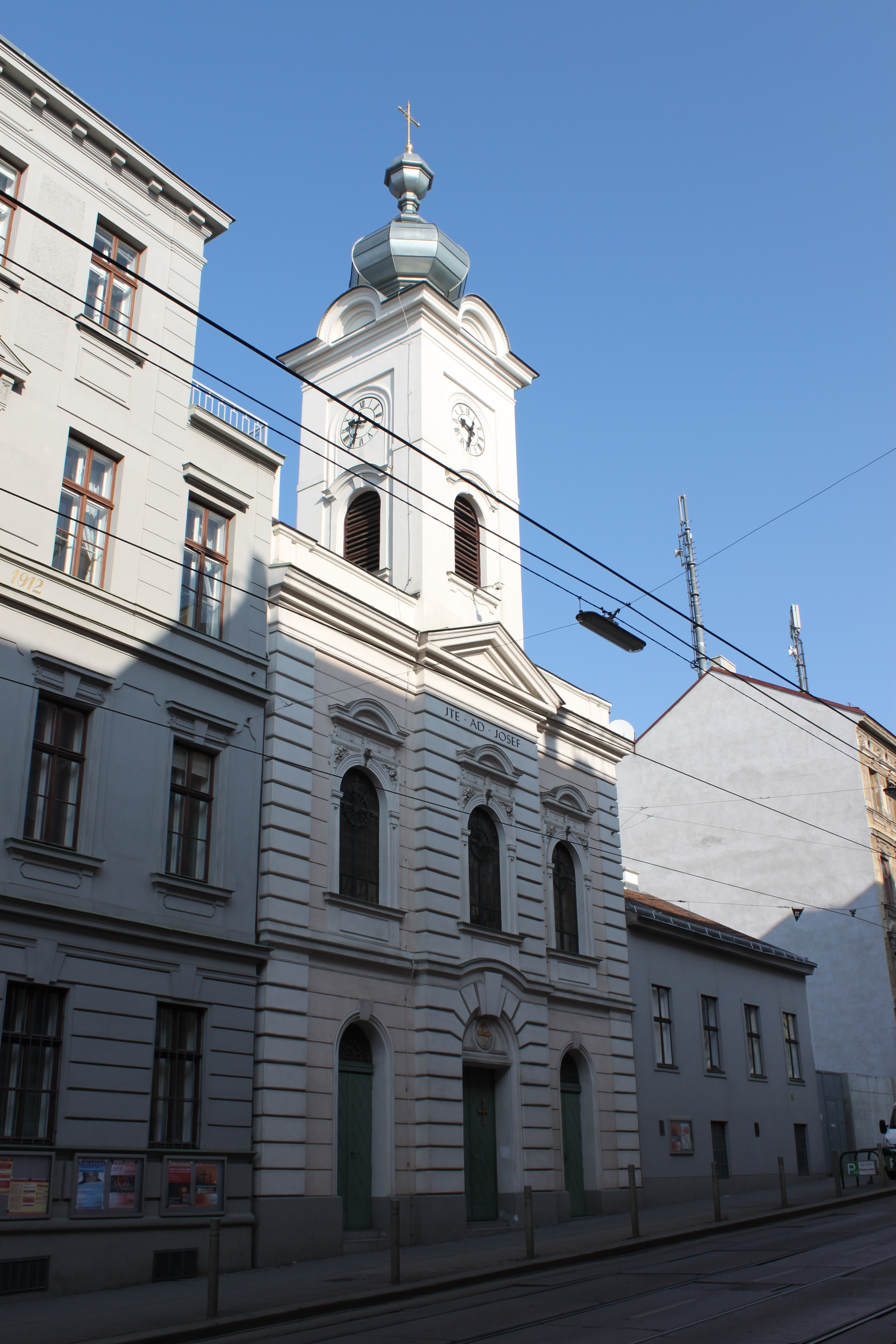
Kalasantinerkirche St. Josef

Die Kongregation wurde am 24. November 1889 in Wien durch den österreichischen Priester Anton Maria Schwartz gegründet, um die Not der jungen Arbeiter und Lehrlinge zu lindern. Bereits im Jahr 1882 hatte er zu diesem Zweck mit einigen katholischen Handwerksmeistern einen „Katholischen Lehrlingsverein unter dem Schutz des heiligen Josef Calasanz“ gegründet, dessen Treffen zunächst im Waisenhaus  „St. Josef-Vinzentinum Knabenasyl“ der Barmherzigen Schwestern stattfanden. Da die Arbeit für die Lehrlinge immer mehr wurde, erfolgte dafür sieben Jahre später die Gründung einer eigenen Ordensgemeinschaft.
1889 errichtete Pater Schwartz im 15. Wiener Gemeindebezirk Rudolfsheim-Fünfhaus nahe dem Gürtel ein erstes Kollegium (das spätere „Mutterhaus“) mit der Kalasantinerkirche Maria, Hilfe der Christen. Doch durch das schnelle Wachstum der Stadt und somit auch der Gemeinde war schon bald eine weitere Niederlassung vonnöten, so dass 1897 im 14. Wiener Gemeindebezirk Penzing die Kalasantinerkirche St. Josef samt Ordenshaus als weitere Niederlassung des Ordens eröffnet wurde.
Bis zu seinem Tod am 15. September 1929 war Anton Maria Schwartz der Generalobere der Gemeinschaft wurden in dieser Zeit sieben weitere Niederlassungen in Österreich, Ungarn und Südtirol gegründet. Im Jahr 1939 erfolgte die Approbation der Kalasantiner-Kongregation durch den Heiligen Stuhl. Pater Anton Maria Schwartz wurde von Papst Johannes Paul II. in Wien 1998 seliggesprochen.
Der Orden wirkte im Jahr 2024 an 7 Niederlassungen in Österreich: drei Niederlassungen in Wien, zwei in Niederösterreich sowie je eine im Burgenland und in der Steiermark.

## Das Wirken der Kalasantiner heute

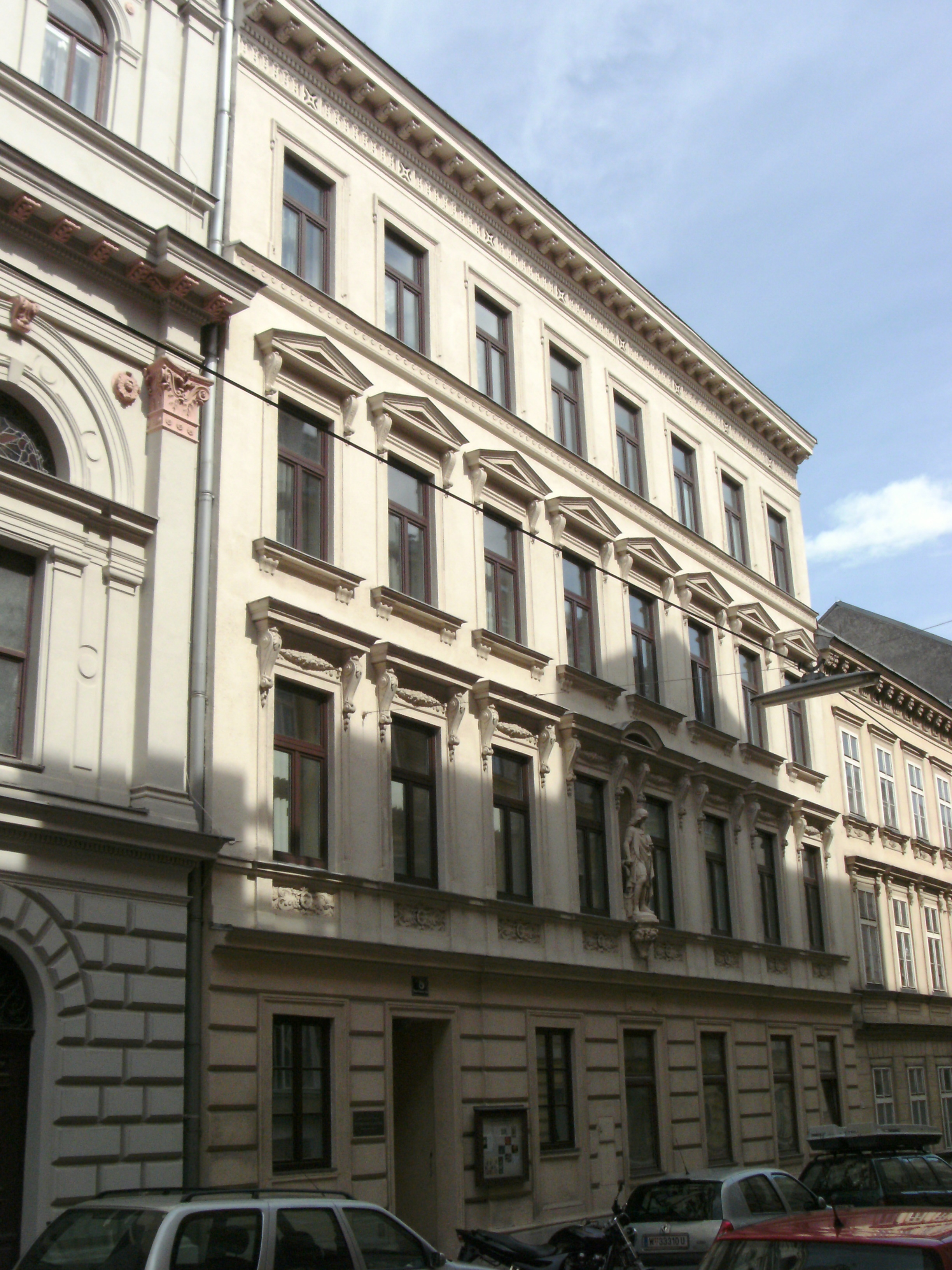
Kalasantinerkollegium in der Pater-Schwartz-Gasse in Wien

Entsprechend der neuformulierten Ordensregel hat die Evangelisierung große Bedeutung. Die Kalasantiner versuchen, viele Menschen zu überzeugten und einsatzfreudigen Christen zu formen, also zu Jüngern Christi, die Jesus nachfolgen und sich um sein Reich sorgen. Vor allem junge Leute werden angesprochen. In kleinen Gruppen erleben diese Kirche und die Festigung ihres Glaubens – durch Gebet, Vertiefung, apostolischen Einsatz und gemeinsame Hilfe für andere. Dadurch werden sie zu Liebe und Verantwortung in Kirche und Gesellschaft geführt. Die seelsorgerische Arbeit erfolgt in diesem Bereich gemeinsam mit den „Schwestern der Jüngersuche“, die 1979 gegründet wurden.
Ein Schwerpunkt des Wirkens ist die Arbeitswelt und deren Prägung gemäß der katholischen Soziallehre. Darum bemüht sich die Kongregation, indem sie den Menschen hilft, ihren jeweiligen Beruf auch als Berufung anzusehen und zu leben.
Schließlich leitet die Kongregation auf Bitte der jeweiligen Bischöfe auch sechs Pfarren (Wien, Niederösterreich, Steiermark, Burgenland). Soweit möglich fließen in diese Arbeit Spiritualität und ordensspezifische Anliegen der Kalasantiner ein.

## Schwestern der Jüngersuche
1979 wurden die Schwestern der Jüngersuche gegründet. Sie wurden 1988 von der Erzdiözese Wien anerkannt und 1997 gemäß CIC can. 580 den Kalasantinern angegliedert.

## Leitung/Generalsuperior
- 1889–1929 P. Anton Maria Schwartz
- 1929–1935 P. Franz Effenberger COp
- 1935–1945 P. Franz Stiletz COp
- 1945–1951 P. Johannes Bruckner COp
- 1951–1956 P. Franz Stiletz COp
- 1957–1960 P. Heinrich Wagner COp
- 1960–1972 P. Josef Kerbler COp
- 1972–1990 P. Adam Güyrki-Kis COp
- 1990–2008 P. Peter Lier COp
- 2008–2014 P. Gottfried Großsteiner COp
- Seit 2014 P. Clemens Pilar COp